# Oscar Berger-Levrault

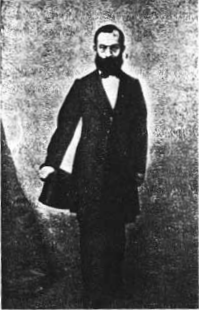
Oscar Berger-Levrault

Oscar Berger-Levrault (9 december 1826 – 24 september 1903) was een boekhandelaar in Straatsburg en een filatelist. Hij wordt samen met de Engelsman John Edward Gray beschouwd als de bedenker van de postzegelcatalogus.
Op 17 september 1861 gaf hij een catalogus uit van postzegels en postwaardestukken, waarin 973 items waren opgenomen. Deze catalogus was niet veel meer dan een lijst, zonder afbeeldingen. Op basis van het werk van Berger-Levrault gaf Alfred Potiquet de eerste geïllustreerde postzegelcatalogus uit. 